# Fraternité2020
Fraternité2020 é uma Iniciativa de Cidadania Europeia lançada em 2010 pela Rede de Cidadãos Europeus. O seu objectivo é promover programas de intercâmbio entre países, tais como o Serviço Voluntário Europeu (SVE) ou o Programa Erasmus, através, entre outros meios, de mais fundos do Orçamento da UE para estes programas. O objectivo desta iniciativa é que, até ao ano 2020, 20% dos europeus tenham passado pelo menos 20 semanas noutro país europeu.

## Contexto
A mobilidade geográfica na UE é considerada bastante baixa. O sucesso de programas de intercâmbio como o Programa Erasmus pode ser considerado limitado: menos de 1% de todos os estudantes na UE participaram num intercâmbio Erasmus em 2006. Tem-se dito que uma das causas para o Programa Erasmus não ser melhor recebido pelos estudantes em toda a Europa é a falta de apoio financeiro. Outros dados estatísticos que indicam a baixa mobilidade geográfica na UE dizem respeito à percentagem de cidadãos da UE que vivem noutros países de UE. Em 2008, apenas uma média de 2.3% da população total da UE27 eram cidadãos de um outro Estado-membro da UE.

## Objetivos da Iniciativa
A Iniciativa de Cidadania Fraternité2020 tem três objectivos:
- O orçamento da UE disponibilizará anualmente 20 biliões de euros para programas tais como o Programa Erasmus e o SVE, de modo que mais pessoas possam participar nestes programas e receber bolsas maiores.

- O limite de idade máxima para participar no SVE (actualmente 30 anos de idade) será eliminado, de modo que todas as pessoas, independentemente da idade, tenham a possibilidade de participar no programa.

- Implementação de outras medidas necessárias para garantir que, até ao ano 2020, 20% dos europeus tenham passado voluntariamente pelo menos 20 semanas noutro país europeu (com uma língua oficial diferente).

## Crítica
A natureza desta Iniciativa foi criticada por ser demasiado ampla para uma Iniciativa no âmbito do Artigo 11º do Tratado de Lisboa, que estipula que as Iniciativas só podem ser dirigidas à Comissão Europeia. O terceiro objectivo, em particular, foi considerado demasiado abrangente e refere-se principalmente aos Estados-membros da UE. Isto é alimentado pela secção das Perguntas Frequentes da própria Iniciativa, a qual sugere que se intensifiquem os esforços para ensinar línguas estrangeiras nas escolas públicas – claramente uma competência nacional. Os organizadores desta Iniciativa responderam a esta crítica através do envio da sua Iniciativa igualmente ao Conselho Europeu e ao Parlamento Europeu, dado que ambos têm que concordar com as alterações introduzidas no orçamento da UE, alterações essas previstas no primeiro objectivo da Iniciativa e, em todo o caso, a serem propostas pela Comissão Europeia.

## Apoio da Sociedade Civil
A Iniciativa procura apoios particularmente entre académicos, cosmopolitas e artistas. Encorajam-se os artistas a lançar propostas novas para uma bandeira e um hino europeus.